# Nobuko Asō
Nobuko Asō (Tokio, 9 de abril de 1955) es una princesa japonesa. Es miembro de la familia imperial japonesa desde su matrimonio con Tomohito, hijo de Takahito, príncipe de Mikasa y nieto del emperador Yoshihito.